# Franz-Josef Veltin
Franz-Josef Veltin (* 2. Februar 1924 in Bernkastel-Kues; † 2. September 2010 in Wittlich) war ein deutscher Winzer und Politiker (CDU).

## Leben
Der Sohn eines Winzers besuchte zunächst die Volksschule und bestand 1942 das Abitur am Gymnasium Traben-Trarbach. Er leistete ab 1942 Reichsarbeitsdienst, nahm als Soldat am Zweiten Weltkrieg teil und geriet zuletzt in US-amerikanische Gefangenschaft. Nach seiner Rückkehr besuchte er das Dolmetscherinstitut der Universität Heidelberg, an dem er die Korrespondentenprüfung ablegte. Im Anschluss war er als Winzer im elterlichen Weingut tätig.
Veltin trat in die CDU ein und war bis 1956 Geschäftsführer des CDU-Kreisverbandes Bernkastel. 1960 wurde er zum Ortsvorsitzenden und zum stellvertretenden Kreisvorsitzenden der Partei gewählt. Er betätigte sich kommunalpolitisch und war seit 1952 Mitglied des Stadtrates von Bernkastel-Kues. Im November 1956 wurde er zum Beigeordneten und im September 1957 zum ehrenamtlichen Bürgermeister der Stadt gewählt. Von 1967 bis 1979 bekleidete er das Bürgermeisteramt hauptamtlich.
Bei der Landtagswahl 1963 wurde Veltin über die Landesliste der CDU in den Rheinland-Pfälzischen Landtag gewählt, dem er bis 1967 angehörte. Im Parlament war er Mitglied des Weinbau- und Weinwirtschaftsausschusses.